# Uno-X Mobility (mužský tým)
Uno-X Mobility (UCI kód: UXM) je norský profesionální silniční cyklistický tým na úrovni UCI ProTeam. Hlavním sponzorem týmu je společnost Uno-X, síť bezobslužných čerpacích stanic v Norsku a Dánsku. Tým se zaměřuje pouze na norské a dánské závodníky.

## Historie
Tým byl založený v roce 2010 pod jménem Team Ringeriks–Kraft. V roce 2020 tým získal statut UCI ProTeamu a následující rok dostal divoké karty na několik závodů UCI World Tour. Zároveň také oznámil svůj záměr založit ženskou odnož týmu v roce 2022 a dostat se mezi UCI WorldTeamy s mužským týmem v roce 2023.

## Soupiska týmu
K 8. únoru 2024
- Jonas Abrahamsen (NOR) (* 20. září 1995)
- Idar Andersen (NOR) (* 30. dubna 1999)
- Louis Bendixen (DEN) (* 23. června 1996)
- Carl-Frederik Bévort (DEN) (* 24. listopadu 2003)
- Erlend Blikra (NOR) (* 11. ledna 1997)
- William Blume Levy (DEN)  (* 14. ledna 2001)
- Magnus Cort (DEN) (* 16. ledna 1993)
- Fredrik Dversnes (NOR) (* 20. března 1997)
- Odd Christian Eiking (NOR) (* 28. prosince 1994)
- Stian Fredheim (NOR) (* 23. března 2003)
- Tord Gudmestad (NOR) (* 8. května 2001)
- Markus Hoelgaard (NOR) (* 4. října 1994)
- Ådne Holter (NOR) (* 8. července 2000)
- Jonas Iversby Hvideberg (NOR) (* 9. února 1999)
- Anders Halland Johannessen (NOR) (* 23. srpna 1999)
- Tobias Halland Johannessen (NOR) (* 23. srpna 1999)
- Alexander Kristoff (NOR) (* 5. července 1987)
- Johannes Kulset (NOR) (* 14. dubna 2004)
- Magnus Kulset (NOR) (* 18. srpna 2000)
- Sindre Kulset (NOR) (* 7. srpna 1998)
- Niklas Larsen (DEN) (* 22. března 1997)
- Andreas Leknessund (NOR) (* 21. května 1999)
- Sakarias Koller Løland (NOR) (* 20. září 2001)
- Erik Resell (NOR) (* 28. září 1996)
- Marcus Sander Hansen (DEN) (* 25. srpna 2000)
- Anders Skaarseth (NOR) (* 7. května 1995)
- Rasmus Tiller (NOR) (* 28. července 1996)
- Martin Urianstad (NOR) (* 6. února 1999)
- Rasmus Bøgh Wallin (DEN) (* 2. ledna 1996)
- Søren Wærenskjold (NOR) (* 12. března 2000)

## Vítězství na národních šampionátech
2014
 Švédský silniční závod, Michael Olsson
2019
 Norská časovka, Andreas Leknessund
2020
 Mistr světa v týmové stíhačce, Julius Johansen
 Dánský závod do kopce, Morten Hulgaard
 Norská časovka, Andreas Leknessund
 Dánská časovka do 23 let, Julius Johansen
 Norský silniční závod do 23 let, Martin Urianstad
 Dánský silniční závod do 23 let, Julius Johansen
2021
 Mistr světa v časovce do 23 let, Johan Price-Pejtersen
2022
 Norská časovka do 23 let, Søren Wærenskjold
 Norský silniční závod, Rasmus Tiller
 Mistr světa v časovce do 23 let, Søren Wærenskjold
2023
 Norská časovka, Søren Wærenskjold
 Norský silniční závod, Fredrik Dversnes